# The Gorilla God's Go-To Girl
«The Gorilla God's Go-To Girl» (яп. ゴリラの神から加護された令嬢は王立騎士団で可愛がられる, Gorira no Kami Kara Kago Sareta Reijō wa Ōritsu Kishidan de Kawaiigareru, Пані, благословенна богом горили, улюблениця лицарського ордену) — японський веброман, написаний Шірохі. Його публікували онлайн з серпня 2020 року по серпень 2021 року на вебсайті Shōsetsuka ni Narō. Серія романів публікується лиш у електронному вигляді. Манґа-адаптація з ілюстраціями Міки Камісу публікується онлайн на манґа-вебсайті ComicWalker видавництва Kadokawa Corporation з серпня 2021 року і зібрана в шести томах-танкобонах. Аніме-серіал, створений студією Kachigarasu, вийшов у квітні 2025 року і транслювався по червень 2025 року.

## Персонажі
Софія Рілер (яп. ソフィア・リーラー, Sofia Rīrā)
Сейю: Канна Накамура (оригінал), Тіа Баллард (англійський дубляж)
Луїс Скаррел (яп. ルイ・スカーレル, Rui Sukāreru)
Сейю: Такео Оцука (оригінал), Ейден Колл (англійський дубляж)
Айзек Шиган (яп. アイザック・シーアン, Aizakku Shīan)
Сейю: Рейджі Кавашіма (оригінал), Кевін Д. Телвелл (англійський дубляж)
Едді Фелес (яп. エディ・フェレス, Edi Feresu)
Сейю: Такума Нагацука (оригінал), Лендон МакДональд (англійський дубляж)
Аршент Адлер (яп. アーシェント・アードラー, Āshento Ādorā)
Сейю: Шін Куваре
Шін Куваре (яп. シン・クヴァレ, Rui Sukāreru)
Сейю: Шунічі Токі
Віктор Волк (яп. ヴィクトル・ヴォルク, Vuikutoru Vuoruku)
Сейю: Хіната Тадокоро
Леохарт (яп. レオハルト, Reoharuto)
Сейю: Юічіро Умехара
Карісса (яп. カリッサ, Karissa)
Сейю: Нодзомі Ямамото (оригінал), Франсін Гонзалес (англійський дубляж)
Алене (яп. アレーネ, Arēne)
Сейю: Кьока Морія

## Медіа

### Веброман
Написана Шірохі, веброман «Пані, благословенна богом горили, улюблениця лицарського ордену» публікувалася на вебсайті Shōsetsuka ni Narō з 10 серпня 2020 року по 23 серпня 2021 року. Друкована версія роману не публікувалась.

### Манґа
Манґа-адаптація з ілюстраціями Міки Камісу почала публікуватися на манґа-вебсайті ComicWalker видавництва Kadokawa Corporation 8 серпня 2021 року. Її розділи зібрано в шість томів-танкобонів станом на грудень 2024 року.
| № | Дата виходу      | ISBN                   |
| - | ---------------- | ---------------------- |
| 1 | 5 листопада 2021 | ISBN 978-4-04-680446-4 |
| 2 | 3 червня 2022    | ISBN 978-4-04-681550-7 |
| 3 | 16 грудня 2022   | ISBN 978-4-04-681857-7 |
| 4 | 5 вересня 2023   | ISBN 978-4-04-682738-8 |
| 5 | 17 березня 2024  | ISBN 978-4-04-683435-5 |
| 6 | 5 грудня 2024    | ISBN 978-4-04-684319-7 |

### Аніме
Аніме-серіал був анонсований у Всесвітній день горили 24 вересня 2024 року. Його виробництвом займається студія Kachigarasu, режисером є Фумітоші Оізакі, сценарій написала Хітомі Амамія, дизайн персонажів розробила Сакае Шібуя, а музику написала Яйої Татеіші. Прем'єра серіалу відбулася 6 квітня 2025 року, а закінчення 22 червня 2025 року на телеканалі AT-X та інших мережах. Початковою музичною темою є пісня «Illuminate» (яп. イルミネイト) у виконанні Шуґо Накамури, а завершальною — «Serendipity» (яп. セレンディピティ) у виконанні Меґумі Оґати. Crunchyroll здійснює стримінг серіалу.

#### Серії
| № серії | Назва серії | Оригінальна дата показу |
| ------- | --- | ----------------------- |
| 1       | «The Gorilla Life of a Lady and Blessings» Транслітерація: «Kago to Reijō no Gori・Raifu» (яп. 加護と令嬢のゴリ・ライフ)                                | 6 квітня 2025           |
| 2       | «The Gorilla Signs of Affection That I Always Dreamed Of» Транслітерація: «Kishi to Akogare no Gori・Rabukōru» (яп. 騎士とあこがれのゴリ・ラブコール)   | 13 квітня 2025          |
| 3       | «A Gorilla Rhapsody of Sweets at the Royal Capital» Транслітерація: «Ō Miyako to Suītsu no Gori・Rapusodī» (яп. 王都とスイーツのゴリ・ラプソディー)     | 20 квітня 2025          |
| 4       | «A Gorilla Rendezvous with a Dress and Bewilderment» Транслітерація: «Doresu to Konwaku no Gori・Randebū» (яп. ドレスと困惑のゴリ・ランデブー)          | 27 квітня 2025          |
| 5       | «A Lovely Gorilla Romance Filled with Danger and Blushing» Транслітерація: «Kiken to Sekimen no Gori・Raburomansu» (яп. 危険と赤面のゴリ・ラブロマンス) | 4 травня 2025           |
| 6       | «Gorilla Lovers of Snow and Fire» Транслітерація: «Yuki to Honō no Gori・Rabāzu» (яп. 雪と炎のゴリ・ラバーズ)                                           | 11 травня 2025          |
| 7       | «The Sofa and Romance's Gorilla Love Song» Транслітерація: «Sofa to Koi no Gori・Rabusongu» (яп. ソファと恋のゴリ・ラブソング)                          | 18 травня 2025          |
| 8       | «A Gorilla Romantic Comedy with the Girl I Fancy» Транслітерація: «Ki ni Naru Kanojo to Gori・Rabukome» (気になる彼女とゴリ・ラブコメ)                  | 25 травня 2025          |
| 8       | «A Gorilla Romantic Comedy with My Classmate» Транслітерація: «Ki ni Naru Dōki to Gori・Rabukome» (気になる同期とゴリ・ラブコメ)                        | 25 травня 2025          |
| 8       | «A Gorilla Romantic Comedy with My Friend That I Fancy» Транслітерація: «Ki ni Naru Tomodachi to Gori・Rabukome» (気になる友達とゴリ・ラブコメ)         | 25 травня 2025          |
| 9       | «The Gorilla Land of Oceans and Swimsuits» Транслітерація: «Umi to Mizugi no Gori・Rando» (яп. 海と水着のゴリ・ランド)                                  | 1 червня 2025           |
| 10      | «The Gorilla Labyrinth of Light and Darkness» Транслітерація: «Hikari to Yami no Gori・Rabirinsu» (яп. 光と闇のゴリ・ラビリンス)                        | 8 червня 2025           |
| 11      | «The Mightiest Blessing and a Gorilla Rush» Транслітерація: «Saikyō no Kago to Gori・Rasshu» (яп. 最強の加護とゴリ・ラッシュ)                           | 15 червня 2025          |
| 12      | «The Gorilla End Filled with Determination and Love» Транслітерація: «Ketsui to Ai no Gori・Rasuto» (яп. 決意と愛のゴリ・ラスト)                        | 22 червня 2025          |